# Sočur
Il Sočur (in russo Сочур?; in lingua selcupa Ке̄ди Кы) è un fiume della Russia siberiana occidentale, affluente di destra del Ket'. Scorre nel Enisejskij rajon del Territorio di Krasnojarsk.
Il fiume ha origine nella parte orientale della pianura del Ket' e del Tym (pianura Ketsko-Tymskaja, Кетско-Тымска равнина) e scorre dapprima con direzione settentrionale, poi mediamente occidentale attraverso una zona paludosa; sfocia nel medio corso del Ket' a 956 km dalla foce. Il fiume ha una lunghezza di 301 km e il suo bacino è di 4 820 km².